# Þingeyjarsveit
Þingeyjarsveit est une municipalité du nord de l'Islande.

## Histoire
En 2006, Þingeyjarsveit a absorbé la municipalité d'Aðaldælahreppur qui comptait 256 habitants au 1er décembre 2005.
En mai 2022, la municipalité absorbe avec Skútustaðahreppur.